# Deutsche U18-Eishockeynationalmannschaft
Die deutsche U18-Eishockeynationalmannschaft ist die Auswahl der besten deutschen Eishockeyspieler, die jünger als 18 Jahre sind. Sie vertritt den Deutschen Eishockey-Bund (DEB) auf internationaler Ebene, insbesondere bei den U18-Weltmeisterschaften der IIHF. Größter Erfolg der Mannschaft war die Silbermedaille bei der Junioren-Europameisterschaft 1995.
Bundestrainer der U18-Nationalmannschaft ist seit 2021 Alexander Dück.

## Platzierungen

### Europameisterschaften
Die Eishockey-Europameisterschaft der Junioren wurde ab 1977 als U18-Wettbewerb ausgetragen (zuvor U19).
- 1977: 6.
- 1978: 7.
- 1979: 7.
- 1980: 5.
- 1981: 7.
- 1982: 6.
- 1983: 5.
- 1984: 5.
- 1985: 6.
- 1986: 5.
- 1987: 8.
- 1988: 1. B-EM
- 1989: 5.
- 1990: 7.
- 1991: 5.
- 1992: 5.
- 1993: 6.
- 1994: 6.
- 1995: Silber
- 1996: 5.
- 1997: 8.
- 1998: 1. B-EM

### Weltmeisterschaften
Die Eishockey-Weltmeisterschaft der Junioren U18 ersetzte 1999 die bisherige Europameisterschaft.
- 1999: 9.
- 2000: 7.
- 2001: 5.
- 2002: 10.
- 2003: 3. Division I
- 2004: 1. Division I
- 2005: 8.
- 2006: 8.
- 2007: 8.
- 2008: 5.
- 2009: 10.
- 2010: 1. Division I
- 2011: 6.
- 2012: 6.
- 2013: 8.
- 2014: 9.
- 2015: 10.
- 2016: 2. Division IA
- 2017: 5. Division IA
- 2018: 2. Division IA
- 2019: 1. Division IA
- 2021: 10.

## U18-Nationaltrainer
- Alexander Dück (seit 2021)[1]
- Steffen Ziesche (2019–2021)[2][3]
- Frank Fischöder (2017–2019)
- Steffen Ziesche (2016–2017)
- Rick Boehm (2015–2016)
- Jim Setters (1999–2015)[4]
- Franz Fritzmeier (1998–1999)
- Erich Kühnhackl (1997–1998)
- Jim Setters (1991–1997)[4]
- Jiří Ehrenberger (1991)
- Jiří Ehrenberger, Hans Rampf (1987)
- Ladislav Olejník (1977)
- Siegfried Schubert  (1973)
- Gerhard Kießling  (1970)